# Гышлаг (Ходжалинский район)
Гышлаг (азерб. Qışlaq), в советских русскоязычных источниках также Кышлак — село в Тазабининском сельском административно-территориальном округе Ходжалинского района Азербайджана.

## Топонимика
Населённый пункт так назван из-за своего нахождения на месте бывшего кишлака. Гышлаги или кишлаки изначально были временными сезонными местами проживания скотоводов и были расположены за пределами сёл. Через некоторое время население окончательно обосновывалось в кишлаках и они превращались в постоянные населённые пункты. При этом такие населённые пункты иногда получали новое название, но часто сохраняли прежнее название.

## География
Сёла Тазабина, Гышлаг, Сардаркенд, Шальва входят в состав Тазабининского сельского административно-территориального округа Ходжалинского района при этом село Тазабина является центром этого сельского административно-территориального округа. Село Гышлаг расположено в предгорной местности на высоте 813 м.

## История
В советский период на 1 января 1977 года село входило в состав Нюрагюхского (ныне село Тазабина) сельсовета Степанакертского района Нагорно-Карабахской автономной области (НКАО) Азербайджанской ССР. Указом Президиума Верховного Совета Азербайджанской ССР от 15 мая 1978 года было постановлено утвердить решение исполнительного комитета областного Совета народных депутатов Нагорно-Карабахской автономной области о переносе центра Степанакертского района из города Степанакерт (ныне Ханкенди) в рабочий посёлок Аскеран и переименовании Степанакертского района в Аскеранский район. В результате это село оказалось в составе Аскеранского района НКАО Азербайджанской ССР.
2 сентября 1991 года на совместной сессии Нагорно-Карабахского областного и Шаумяновского районного Советов народных депутатов была принята Декларация о провозглашении Нагорно-Карабахской Республики в границах Нагорно-Карабахской автономной области (НКАО) и сопредельного Шаумяновского района Азербайджанской ССР.
26 ноября 1991 года Верховный Совет Азербайджанский Республики принял закон «Об упразднении Нагорно-Карабахской автономной области Азербайджанской Республики». В этом законе было постановлено помимо упразднения Нагорно-Карабахской Автономной Области (НКАО), в том числе также и упразднение Аскеранского района, образование Ходжалинского района с центром в городе Ходжалы и передача территории упразднённого Аскеранского района в состав Ходжалинского района. Решением Милли Меджлиса Азербайджанской Республики от 29 декабря 1992 года село Норакюх Ходжалинского района было названо селом Тазабина. В настоящее время село Гышлаг входит в состав Тазабининского сельского административно-территориального округа Ходжалинского района Азербайджана.
В ходе Карабахского конфликта село в начале 1990-х годов попало под контроль непризнанной Нагорно-Карабахской Республики (НКР), согласно административно-территориальному делению которой входило в состав Аскеранского района НКР и носило название Цахкашат (арм. Ծաղկաշատ).
Согласно Трёхстороннему Заявлению в ночь с 9 по 10 ноября 2020 года, подписанному по итогам Второй Карабахской войны, село перешло под контроль Российских миротворческих сил.
В результате боевых действий в сентябре 2023 года Азербайджан восстановил свой контроль над селом.

## Население
По состоянию на 1 января 1933 года в селе проживало 739 человек (162 хозяйства), все — армяне.

## Галерея
- Дом музей Н.Думана
- Памятник сельчанам, погибшим во время Второй мировой и карабахской войн
- Памятник-родник в честь основоположника телевидения Карабаха Григора Согомоняна